# 伊藤真美
伊藤 真美（いとう まみ、9月27日 - ）は、日本の漫画家、イラストレーター。女性。同人においては、寿りんどう丸の名義も使っている。

## 人物
新声社のカプコンもの（主に『ストリートファイターII』）のアンソロジー作家として活動し、後に『コミックゲーメスト』（新声社）にて『ウォーザード』のコミカライズを担当。
代表作は、『ヤングキングアワーズ』（少年画報社）にて連載された『ピルグリム・イェーガー』（第1部完）。他にもライトノベルの挿絵などを手がけている。
G＝ヒコロウらと親交があり、G＝ヒコロウ曰く小柄な女性らしい。「はらぺこキャラ」と評されたこともある。

## 絵の特徴
癖の強い個性的な絵柄で、力強い描線と格闘ゲームから影響を受けたキャラクターデザインが特徴。「シルエットだけでキャラクターが分かる」というコンセプトを信条としている。
『ピルグリム・イェーガー』では、歴史資料を下敷きにしたもののほか、原作の冲方丁とのすり合せによる創作と思われるデザインも多い。原画においては、全体的に黒い部分が多い印象を受けるが、広範囲のベタはそれほど多くなくスクリーントーンでまかなっている部分が大きい。

## 主な作品

### 漫画
オリジナルの作品
- 秘身譚（マガジンイーノ2010年3月号 - 連載中、既刊1巻）
- ピルグリム・イェーガー（原作：冲方丁、ヤングキングアワーズ2001年10月号 - 2006年11月号（第1部完）、全6巻）
- JAPAN（原作：大塚英志、月刊コミックコンプ、1993年 - 1994年、全3巻、復刻版全1巻）
- ラドウーナ（成人向け漫画、ワニマガジン社、1巻 - ）

ビデオゲームを題材とした作品
- ストリートファイターIIコミックアンソロジー
  - 短編漫画『ホリディ・マーチ』（キャミィ、春麗、フェイロン）を執筆している。
- SUPER STREET FIGHTER II X 外伝
  - 未収録の作品が1作（主役が「フェイロン」の漫画）がある同ゲームのコミカラライズ作品。単行本は1巻[1]のみ発行。
  - 2011年になって全話収録した『SUPER STREET FIGHTER II X HARD SPIN OFF』が発売された。完全版全2巻。

括弧内のキャラクター名は作品の主役。
- 第一話：闘いの予感（リュウ）
- 第二話：刺客!前編（春麗）
- 第三話：刺客!後編（春麗）
- 第四話：親友（ガイル）
- 第五話：放たれた美獣（キャミィ）
- 第六話：明かされた過去（キャミィ） - 第五話の続編。
- 第七話：約束の大地（サンダー・ホーク）
- 第八話：闘いの先に見えざる者（ケン、エドモンド本田）

- カプコン・セレクション マレフィカールム
括弧内のキャラクター名は作品の主なキャラクター。
  - 『ウォーザード』の連載漫画。
  - 『ヴァンパイア』作品（モリガン、ガロン）
  - 『ヴァンパイア ハンター』2作品（モリガン、ドノヴァン、アニタ）
  - 『ヴァンパイア セイヴァー』2作品（モリガン、デミトリ、ジェダ、リリス）

### 挿絵
- 無貌伝〜双子の子ら〜（作：望月守宮）
- 無貌伝〜夢境ホテルの午睡〜（作：望月守宮）
- ストリートファイターIIコミックアンソロジー
  - イラスト（リュウ、ケン、サンダー・ホーク、キャミィ）
- ストリートファイター アート・コミック・アンソロジー 
  - エンターブレイン 2009年3月14日発売 イラスト（キャミィ、ブランカ）
- 微睡みのセフィロト（旧版）（作：冲方丁）
- 姫神 kishin
- ゴッド・クライシス-天来鬼神伝
- 空みて歩こう（作：冴木忍）
- 金陵城内記（作：真樹操）

### 寄稿
- robot